# Karel Meijer
Karel Meijer (* 26. Juni 1884 in Amsterdam; † 29. Dezember 1967 in Amstelveen) war ein niederländischer Wasserballspieler.

## Karriere
Meijer nahm 1908 erstmals an Olympischen Spielen teil. In London erreichte er mit der niederländischen Mannschaft den vierten Rang. Zwölf Jahre später erfolgte bei den Spielen in Antwerpen seine zweite olympische Teilnahme. Mit der Wasserballnationalmannschaft wurde er Fünfter.
Sein Bruder Eduard Meijer war ebenfalls zweimaliger Olympiateilnehmer.